# Двор речников (Елабуга)
«Двор речников» — комплекс из трёх полукаменных жилых зданий, построенных во 2-й половине XIX века в Елабуге. Расположен на обширном угловом участке квартала между улицами Московской и Спасской. Комплекс является памятником архитектуры регионального значения.

## Описание
Самый крупный архитектурный объём, расположенный в углу квартал (№ 89), представляет из себя одноэтажное Г-образное в плане деревянное здание на высоком цоколе. На его главном фасаде 5 окон, сгруппированных неравномерно — в одном срубе 2, в другом — 3 окна.
Соседнее здание (№ 87) подобно в пропорциях угловому, однако чуть меньше в размерах и имеет на фасаде лишь 3 окна. Оно находится на более высокой отметке рельефа в сравнении с другими. Ранее дом выделялся мезонином с арочным окном и невысоким треугольным фронтончиком, которые утрачены.
Третье здание с мезонином (№ 85) — каркасное, верхний этаж деревянный, на каменном полуподвале.
Все три дома имеют схожее декоративное оформление фасадов: рустованные простенки, лепные украшения над оконными перемычками, кессоны и розетки под окнами. Ленты фриза выполнены в виде обшивки из готовых плит. Комплекс «Двор речников» является примером ранней архитектурной эклектики классицистического направления.

## Галерея

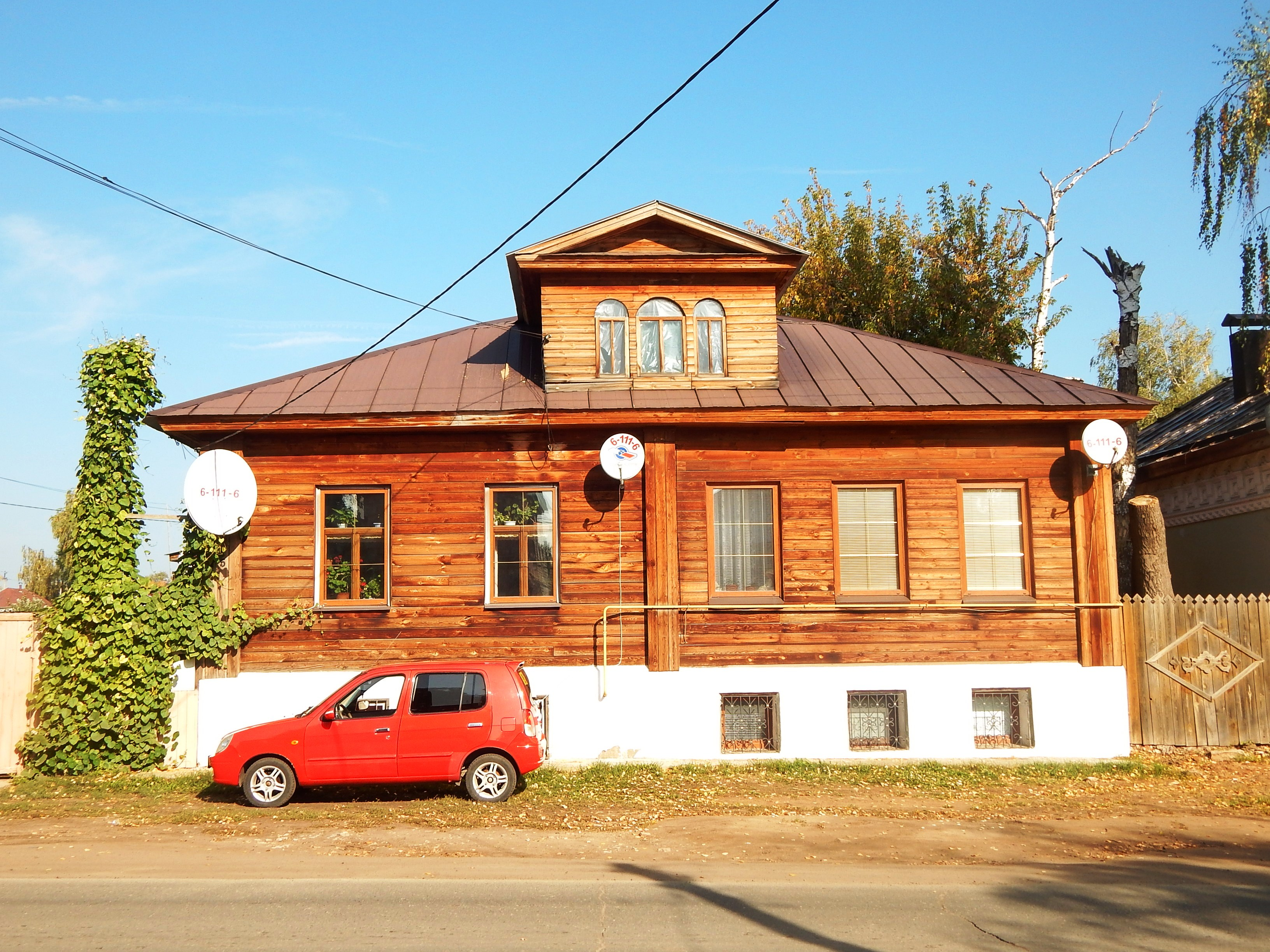
Дом № 85
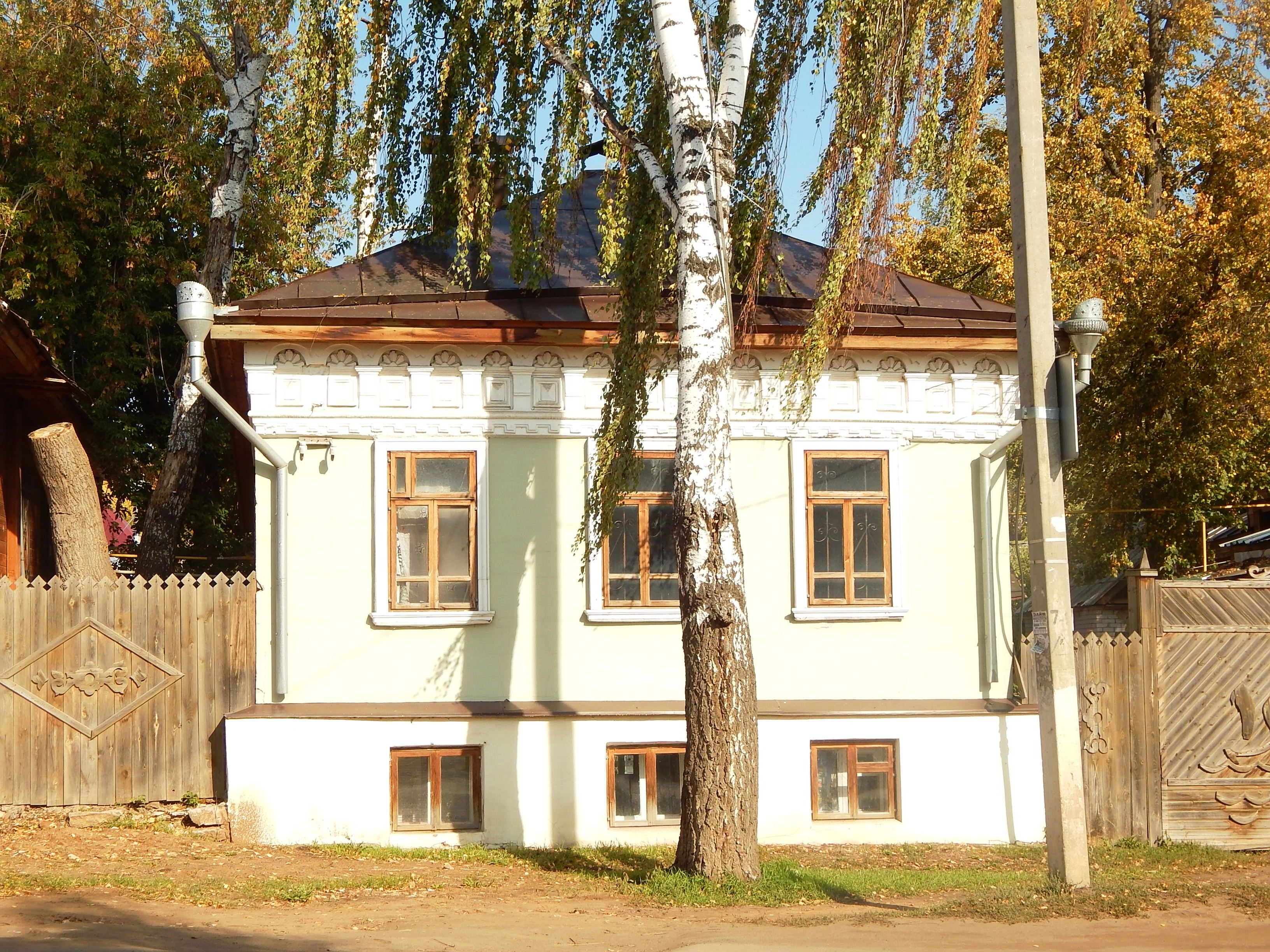
Дом № 87
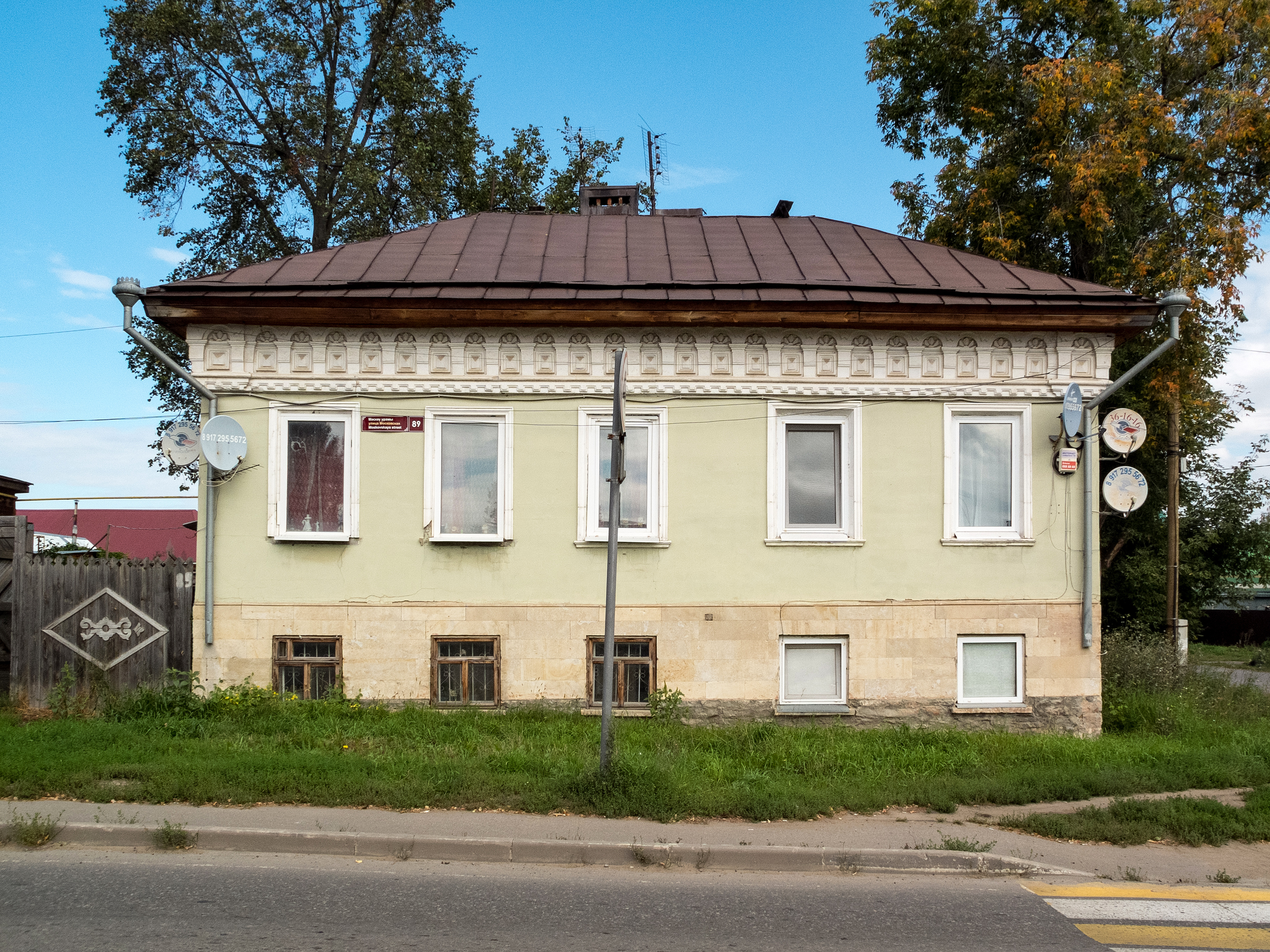
Дом № 89